# Komediální duo
Komediální nebo komické duo, komická dvojice, anglicky double act, je častý způsob komediální produkce, kdy spolu vystupuje ustálená dvojice komiků. Zpravidla se jedná o dvojici nějakým způsobem kontrastní, což je samo o sobě zdrojem vtipů a humorných dialogů a situací.
Častým nastavením v rámci komického dua je stabilní rozdělení rolí na „šaška“ (angl. funny man) a „nahravače“ (foil nebo straight man) – úkolem nahravače je sloužit jako objekt vtipu svého partnera a držet u toho kamennou tvář, takže se jedná o náročný a současně nevděčný úkol, neboť smích a potlesk sbírá jeho „zábavnější“ kolega. Úspěšné komické dvojice staví právě na dokonalém zvládnutí stanovených rolí. Proslavila se však i řada komediálních dvojic, kde toto rozdělení neplatí, oba partneři jsou ve svých rolích rovnocenní a nahrávají si navzájem.
Některá komická dua stabilně vystupovala ještě s dalšími umělci, typicky s hudebníkem – např. slovenské duo Lasica a Satinský s Jaro Filipem. Někdy plnil funkci hudebníka přímo člen dvojice (zpravidla „nahravač“) – např. Karel Černoch (s Jiřím Wimmerem) nebo Jaroslav Uhlíř (s Karlem Šípem).
Působivost kontrastních komických dvojic využívá i reklama.

## Příklady ze světa
- Laurel a Hardy
- Pat a Patachon
- Abbott a Costello
- Dean Martin a Jerry Lewis
- Morecambe a Wise
- Spencer a Hill
- Peter Cook a Dudley Moore
- Hale a Pace
- Stephen Fry a Hugh Laurie

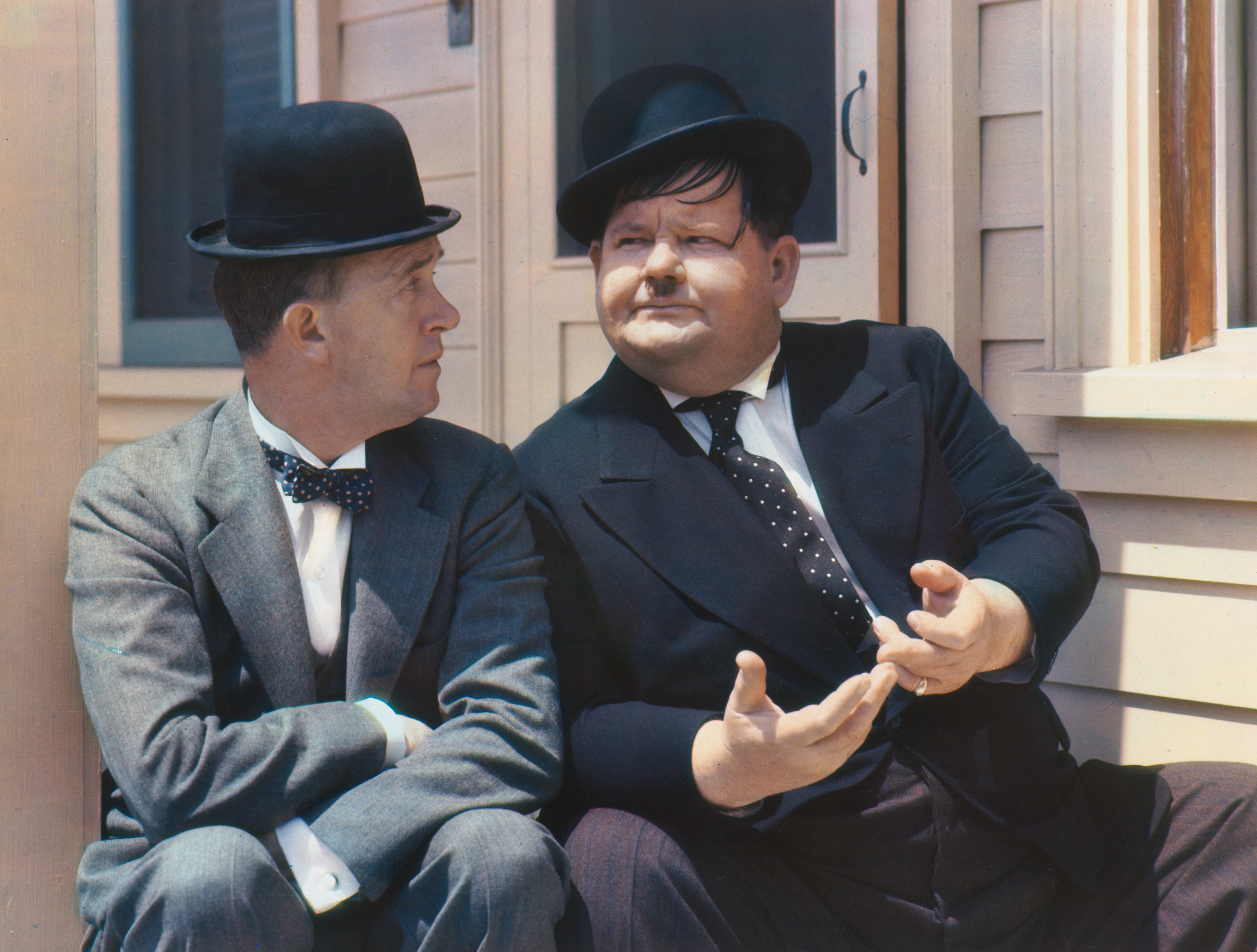
Laurel a Hardy, jedna z nejslavnějších komických dvojic v dějinách

- Matt Lucas a David Walliams (Malá Velká Británie)

## Příklady z české komedie

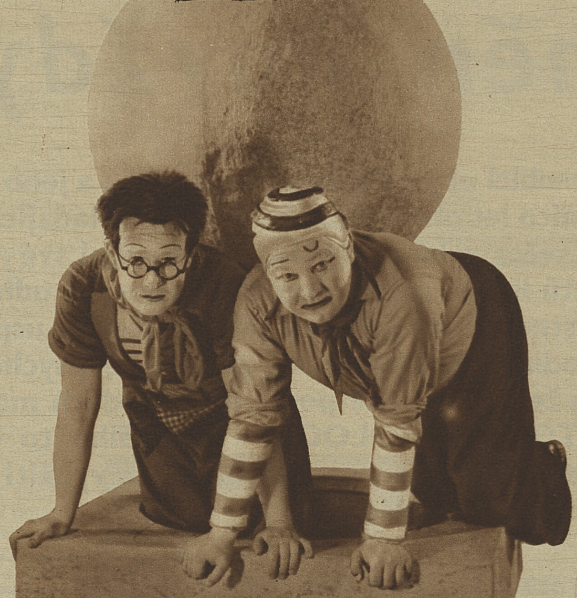
Voskovec a Werich (V+W), populární meziválečné duo z Osvobozeného divadla

Hvězdičkou (*) označen nahravač, pokud ho ve dvojici lze vymezit.
- Vlasta Burian a *Jaroslav Marvan
  - Burian měl i další oblíbené nahravače, např. Čeňka Šlégla
- Jiří Voskovec a Jan Werich
  - Werich později vytvořil dvojici s Miroslavem Horníčkem
- Felix Holzmann a *František Budín
  - Holzmann později spolupracoval i s jinými partnery, ale Budína vždy vyzdvihoval jako svého ideálního „nahravače“
- Miloslav Šimek a Jiří Grossmann
  - vystupovali obvykle s hudebníky a zpěváky divadla Semafor, které zapojovali do svých scének
  - Šimek po Grossmannově smrti utvořil další dvojici s Luďkem Sobotou, poté s Jiřím Krampolem a nakonec se Zuzanou Bubílkovou
- Vladimír Dvořák a Jiřina Bohdalová
- Jiří Wimmer a *Karel Černoch
- Oldřich Kaiser a Jiří Lábus
- Josef Alois Náhlovský a *Josef Mladý
- Zdeněk Izer a *Marek Dobrodinský
- Michal Suchánek a Richard Genzer